# Aivukus
Aivukus — вимерлий рід морських ссавців родини Моржеві (Odobenidae). Відомий лише один представник цього роду- Aivukus cedrosensis. Його скам'янілості були знайдені в Мексиці, у відкладеннях, що відносяться до пізнього міоцену-раннього пліоцену. На думку науковців, Aivukus cedrosensis за розмірами був приблизно однакового розміру із сучасним моржем (Odobenus rosmarus), або, можливо, трохи більшим. Імовірно харчувався молюсками. Назва роду походить від інуїтського слова «aivuk», тобто морж.